# NGC 3270
NGC 3270 ist eine Balken-Spiralgalaxie vom Hubble-Typ SBb im Sternbild Löwe am Nordsternhimmel. Sie ist schätzungsweise 277 Millionen Lichtjahre von der Milchstraße entfernt.
Das Objekt wurde am 10. April 1785 von Wilhelm Herschel entdeckt.